# توقف و انصراف (ترانه)
«توقف و انصراف» (به انگلیسی: Cease and Desist) ترانه‌ای از خواننده-ترانه‌پرداز کانادایی آلیس گلس می‌باشد که در ۲۳ ژانویهٔ سال ۲۰۱۸ از سوی لوما ویستا منتشر گردید. ترانه به‌نویسندگی گلس، ژوپیتر کیز و لووین گلس و تهیه‌کنندگی کیز و دریم‌کراشر می‌باشد.